# Yorgunsöğüt, Ağrı
Yorgunsöğüt là một xã thuộc thành phố Ağrı, tỉnh Ağrı, Thổ Nhĩ Kỳ. Dân số thời điểm năm 2011 là 25 người.